# Canción de lejos (canción)
«Canción de lejos» es una canción del grupo de rock chileno, Los Bunkers. El tema fue compuesto por los hermanos Francisco y Mauricio Durán. Es la primera del disco homónimo y fue lanzada como último sencillo. Cuenta con la participación del productor del disco Álvaro Henríquez (Los Tres) cantando en el final un extracto de la cueca «La Corina Roja». Es la única canción de la banda que nombran a su ciudad de origen Concepción.

## Video musical
El video fue dirigido por Paula Sandoval. En el video se ve a la banda interpretando el tema en un concierto, también se muestran imágenes de los integrantes en "Entrenimientos Diana" (Santiago). 

## Recepción

### Posicionamiento en listas
| Lista                       | Posición |
| --------------------------- | -------- |
| Chile (Chile Singles Chart) | 39       |

## Personal
Los Bunkers
- Álvaro López - Voz
- Francisco Durán - Órgano Hammond
- Mauricio Durán - Guitarra eléctrica
- Gonzalo López - Bajo eléctrico
- Mauricio Basualto - Batería

Música invitados
- Álvaro Henríquez: Voz, Guitarra acústica.